# 85 (numero)
Ottantacinque (cf. latino octoginta quinque, greco πέντε καὶ ὀγδοήκοντα) è il numero naturale dopo l'84 e prima dell'86.

## Proprietà matematiche
- È un numero dispari.
- È un numero composto, da 4 divisori: 1, 5, 17, 85. Poiché la somma dei divisori (escluso il numero stesso) è 23 < 85, è un numero difettivo.
- È un numero semiprimo.
- È un numero omirpimes.
- È un numero decagonale.
- È un numero triangolare centrato.
- È un numero quadrato centrato.
- È un numero ottaedrico.
- Può essere scritto come somma di 2 quadrati in due modi differenti: 85 = 22 + 92; 85 = 62 + 72. È il più piccolo numero con questa proprietà e nessuno dei quadrati uguale a 0 e 1.
- È un numero idoneo.
- È un numero di Smith nel sistema numerico decimale.
- È un numero palindromo nel sistema numerico binario e nel sistema posizionale a base 7 (151).
  - Inoltre, nel sistema binario alterna le cifre 0 e 1 in maniera ordinata.
- È un numero a cifra ripetuta nel sistema di numerazione posizionale a base 4 (1111) e nel sistema numerico esadecimale.
- È parte delle terne pitagoriche (13, 84, 85), (36, 77, 85), (40, 75, 85), (51, 68, 85), (85, 132, 157), (85, 204, 221), (85, 720, 725), (85, 3612, 3613).
- È un numero intero privo di quadrati.
- È un numero congruente.

## Astronomia
- 85P/Boethin è una cometa periodica del sistema solare.
- 85 Io è un asteroide della fascia principale del sistema solare.
- NGC 85 è una galassia lenticolare della costellazione di Andromeda.

## Astronautica
- Cosmos 85 è un satellite artificiale russo.

## Chimica
- È il numero atomico dell'Astato (At).

## Simbologia

### Smorfia
- Nella Smorfia il numero 85 è "L'anima del Purgatorio".